# Амблем
Амблем је реч која у српском језику значи:
- знак
- знамење
- обележје
- симбол
- украсни уметак
- уметнут рад

Негде се користи и реч емблем истог значења.
Често се речи грб и амблем поистовећују.
Сама реч амблем потиче од грчке речи emblèma и француске речи emblème.